# Coupe Jigoro Kano
La Coupe Jigoro Kano (嘉納治五郎杯東京国際柔道大会) ou Grand Chelem de Tokyo aussi nommé Grand slam en anglais, est un tournoi international de judo se déroulant annuellement à Tokyo, capitale du Japon.
En 2018 et 2019, le tournoi est organisé à Osaka avant de revenir en 2022 à Tokyo.

## Histoire
Cette compétition est créée en 1978 en l'honneur du créateur du judo, Jigoro Kano. Dès la première édition, un judoka étranger (l'allemand Dietmar Lorenz) remporte une des huit catégories au programme tandis que les judokas japonais enlèvent les sept autres épreuves (double succès de Yasuhiro Yamashita, victoires d'Isamu Sonoda ou de Shozo Fujii). La coupe Kano est organisée toutes les quatre années jusqu'en 1990 où elle prend un format bisannuel, puis devient annuelle en 2005 (avec des décalages réguliers cependant depuis la première édition). Le tournoi est exclusivement masculin mais les femmes participent à partir de l'édition 2007, ce qui entraîne la disparition du tournoi de Fukuoka, pendant féminin de la Coupe Kano.
Dans chaque catégories de poids, la compétition met aux prises les quatre meilleurs représentants japonais aux judokas étrangers invités dans un tournoi à élimination directe avec des repêchages.
Elle se déroule au Nippon Budokan entre 1978 et 2006, puis est relocalisé au Gymnase métropolitain de Tokyo pour l'édition de 2007. En 2018, le tournoi est organisé à Osaka.

## Palmarès masculin
| année                 | super-légers -60  | mi-légers -65         | légers -71          | mi-moyens -78           | moyens -86         | mi-lourds -95      | lourds +95          | Open                |
| --------------------- | ----------------- | --------------------- | ------------------- | ----------------------- | ------------------ | ------------------ | ------------------- | ------------------- |
| Jigoro Kano Cup Tokyo |                   |                       |                     |                         |                    |                    |                     |                     |
| 1978                  | Katsumi Suzuki    | Katsunori Akimoto     | Kazuo Yoshimura     | Shozo Fujii             | Isamu Sonoda       | Dietmar Lorenz     | Yasuhiro Yamashita  | Yasuhiro Yamashita  |
| 1981                  | Kenichi Haraguchi | Toshiro Saito         | Hidetoshi Nakanishi | Nobutoshi Hikage        | Seiki Nose         | Alexander Shurov   | Yasuhiro Yamashita  | Hitoshi Saitō       |
| 1982                  | Shinji Hosokawa   | Katsuhiko Kashiwazaki | Hidetoshi Nakanishi | Nobutoshi Hikage        | David Bodaveli     | Takeshi Suwa       | -                   | Yasuhiro Yamashita  |
| 1986                  | Sergio Pessoa     | Yosuke Yamamoto       | Toshihiko Koga      | Hirotaka Okada          | Alexander Sivtsev  | Hitoshi Sugai      | -                   | Hitoshi Saitō       |
| 1990                  | Tadashi Itakusu   | Sergei Kosmynin       | Toshihiko Koga      | Hidehiko Yoshida        | Jean-Luc Geymond   | Stéphane Traineau  | Naoya Ogawa         | Naoya Ogawa         |
| 1992                  | Tadashi Itakusu   | Kenji Maruyama        | Daisuke Hideshima   | Tatsuto Mochida         | Masahiko Nakamashi | Paweł Nastula      | -                   | Harry Van Barneveld |
| 1994                  | Ryuji Sonoda      | Yukimasa Nakamura     | Martin Schmidt      | Yoichi Nakamura         | Hidehiko Yoshida   | Shigeru Okaizumi   | Frank Möller        | Yoshiharu Makishi   |
|                       | super-légers -60  | mi-légers -66         | légers -73          | mi-moyens -81           | moyens -90         | mi-lourds -100     | lourds +100         | Open                |
| 1996                  | Tadahiro Nomura   | Yukimasa Nakamura     | Kim Dae-Wook        | Kazunori Kubota         | Vincenzo Carabetta | Yoshio Nakamura    | Yoshiharu Makishi   | Shinichi Shinohara  |
| 1999                  | Masato Uchishiba  | Larbi Benboudaoud     | Andrey Shturbabin   | Masahiko Tomouchi       | Mark Huizinga      | Tomokazu Inoue     | Yasuyuki Muneta     | -                   |
| 2001                  | -                 | -                     | -                   | -                       | -                  | -                  | -                   | Yoshinori Shimode   |
| 2002                  | Masato Uchishiba  | Michihiro Omigawa     | Masahiro Takamatsu  | Yoshihiro Akiyama       | Yuta Yazaki        | Keiji Suzuki       | Tatsuhiro Muramoto  | -                   |
| 2003                  | Takeshi Ogawa     | Tomoo Torii           | Yusuke Kanamaru     | Kenzo Nakamura          | Yuta Yazaki        | Keiji Suzuki       | Yasuyuki Muneta     | -                   |
| 2005                  | -                 | -                     | -                   | -                       | -                  | -                  | -                   | Kosei Inoue         |
| 2006                  | Ludwig Paischer   | Hiroyuki Akimoto      | Francesco Bruyere   | Hirotaka Kato           | Hwang Hee-Tae      | Takamasa Anai      | Yohei Takai (en)    | -                   |
| 2007                  | Hiroaki Hiraoka   | Tomasz Kowalski       | Wang Ki-Chun        | Song Dae-Nam            | Ilias Iliadis      | Daisuke Kobayashi  | Satoshi Ishii       | -                   |
| Grand Slam Tokyo      |                   |                       |                     |                         |                    |                    |                     |                     |
| 2008                  | Kisei Akimoto     | Tatsuaki Egusa        | Wang Ki-chun        | Masahiko Tomouchi       | Takashi Ono        | Takamasa Anai      | Yohei Takai (en)    | -                   |
| 2009                  | Masaaki Fukuoka   | Masashi Ebinuma       | Wang Ki-chun        | Euan Burton             | Takashi Ono        | Hwang Hee-Tae      | Kazuhiko Takahashi  | -                   |
| 2010                  | Hirofumi Yamamoto | Masaaki Fukuoka       | Riki Nakaya         | Takahiro Nakai          | Masashi Nishiyama  | Takamasa Anai      | Kim Sung-min        | -                   |
| 2011                  | Hirofumi Yamamoto | Tomofumi Takajo       | Hiroyuki Akimoto    | Tomohiro Kawakami       | Masashi Nishiyama  | Sergei Samoilovich | Alexander Mikhaylin | -                   |
| 2012                  | Naohisa Takatō    | Junpei Morishita      | Shohei Ono          | Kim Jae-bum             | Lee Kyu-won        | Daisuke Kobayashi  | Kim Sung-min        | -                   |
| 2013                  | Naohisa Takatō    | Tomofumi Takajo       | Riki Nakaya         | Takanori Nagase         | Mashu Baker        | Lukas Krpálek      | Kim Sung-min        | -                   |
| 2014                  | Kim Won-jin       | Hifumi Abe            | Hiroyuki Akimoto    | Takanori Nagase         | Gwak Dong-han      | Cho Gu-ham         | Renat Saidov        | -                   |
| 2015                  | Naohisa Takatō    | Tomofumi Takajo       | Hiroyuki Akimoto    | Avtandil Tchrikishvili  | Mashu Baker        | Ryunosuke Haga     | Hisayoshi Harasawa  | -                   |
| 2016                  | Ryuju Nagayama    | Hifumi Abe            | Soichi Hashimoto    | Takanori Nagase         | Aleksandar Kukolj  | Kirill Denisov     | Takeshi Ojitani     | -                   |
| 2017                  | Naohisa Takatō    | Hifumi Abe            | Arata Tatsukawa     | Uuganbaatar Otgonbaatar | Kenta Nagasawa     | Cho Gu-ham         | Yusei Ogawa         | -                   |
| 2018                  | Ryuju Nagayama    | Jōshirō Maruyama      | Shohei Ōno          | Takeshi Sasaki          | Shoichiro Mukai    | Aaron Wolf         | Henk Grol           | -                   |
| 2019                  | Naohisa Takatō    | Hifumi Abe            | Masashi Ebinuma     | Takanori Nagase         | Beka Gviniashvili  | Ryunosuke Haga     | Inal Tasoev         | -                   |
| 2022                  | Jeon Seung-beom   | Jōshirō Maruyama      | Soichi Hashimoto    | Kenya Kohara            | Kosuke Mashiyama   | Gennaro Pirelli    | Hyōga Ōta           | -                   |
| 2023                  | Ryuju Nagayama    | Hifumi Abe            | Hidayət Heydərov    | Lee Joon-hwan           | Sanshiro Murao     | Matvey Kanikovskiy | Tamerlan Bashaev    | -                   |
| 2024                  | Taiki Nakamura    | Takeshi Takeoka       | Ryuga Tanaka        | Sotaro Fujiwara         | Sanshiro Murao     | Matvey Kanikovskiy | Kanta Nakano        | -                   |

## Palmarès féminin
En remplacement du tournoi de Fukuoka.
| Année | super-légers -48     | mi-légers -52    | légers -57       | mi-moyen -63           | moyens -70       | mi-lourd -78     | lourds +78          |
| ----- | -------------------- | ---------------- | ---------------- | ---------------------- | ---------------- | ---------------- | ------------------- |
| 2007  | Yanet Bermoy         | Misato Nakamura  | Aiko Sato        | Yoshie Ueno            | Masae Ueno       | Céline Lebrun    | Mai Tateyama        |
| 2008  | Tomoko Fukumi        | Yuka Nishida     | Kaori Matsumoto  | Urška Žolnir           | Lucie Décosse    | Yang Xiuli       | Ielena Ivachtchenko |
| 2009  | Tomoko Fukumi        | Misato Nakamura  | Hitomi Tokuhisa  | Yoshie Ueno            | Mina Watanabe    | Akari Ogata      | Maki Tsukada        |
| 2010  | Tomoko Fukumi        | Yuka Nishida     | Kaori Matsumoto  | Clarisse Agbegnenou    | Haruka Tachimoto | Audrey Tcheuméo  | Megumi Tachimoto    |
| 2011  | Haruna Asami         | Takumi Miyakawa  | Kaori Matsumoto  | Urska Zolnir           | Tomoe Ueno       | Akari Ogata      | Mika Sugimoto       |
| 2012  | Haruna Asami         | Yuki Hashimoto   | Anzu Yamamoto    | Megumi Tsugane         | Linda Bolder     | Ruika Sato       | Megumi Tachimoto    |
| 2013  | Ami Kondo            | Yuki Hashimoto   | Nae Udaka        | Kana Abe               | Chizuru Arai     | Marhinde Verkerk | Megumi Tachimoto    |
| 2014  | Ami Kondo            | Yuki Hashimoto   | Kaori Matsumoto  | Tina Trstenjak         | Gévrise Émane    | Kayla Harrison   | Nami Inamori        |
| 2015  | Ami Kondo            | Misato Nakamura  | Tsukasa Yoshida  | Martyna Trajdos        | Chizuru Arai     | Kayla Harrison   | Nami Inamori        |
| 2016  | Urantsetseg Munkhbat | Natsumi Tsunoda  | Tsukasa Yoshida  | Kathrin Unterwurzacher | Saki Niizoe      | Ruika Sato       | Sarah Asahina       |
| 2017  | Ami Kondo            | Uta Abe          | Tsukasa Yoshida  | Miku Tashiro           | Yoko Ono         | Shori Hamada     | Sarah Asahina       |
| 2018  | Funa Tonaki          | Uta Abe          | Jessica Klimkait | Masako Doi             | Chizuru Arai     | Ruika Sato       | Idalys Ortíz        |
| 2019  | Funa Tonaki          | Amandine Buchard | Momo Tamaoki     | Masako Doi             | Yoko Ono         | Mami Umeki       | Akira Sone          |
| 2022  | Kano Miyaki          | Uta Abe          | Haruka Funakubo  | Miku Tashiro           | Saki Niizoe      | Rika Takayama    | Akira Sone          |
| 2023  | Natsumi Tsunoda      | Uta Abe          | Christa Deguchi  | Miku Takaichi          | Sanne van Dijke  | Mayra Aguiar     | Mao Arai            |
| 2024  | Wakana Koga          | Kisumi Omori     | Mika Adachi      | Haruka Kaju            | Mayu Honda       | Kurena Ikeda     | Mao Arai            |

## Palmarès par nations
(décembre 2014).
| Rang | Nation         | Or | Argent | Bronze | Total |
| ---- | -------------- | -- | ------ | ------ | ----- |
| 1    | Japon          | 33 | 21     | 31     | 85    |
| 2    | Corée du Sud   | 3  | 4      | 6      | 13    |
| 3    | France         | 6  | 2      | 2      | 10    |
| 4    | Russie         | 2  | 3      | 2      | 7     |
| 5    | Slovénie       | 1  | 1      | 3      | 5     |
| 6    | Royaume-Uni    | 1  | 0      | 1      | 2     |
| 7    | Brésil         | 0  | 2      | 8      | 10    |
| 8    | Cuba           | 0  | 2      | 1      | 3     |
| 9    | Pays-Bas       | 0  | 1      | 3      | 4     |
| 9    | Belgique       | 0  | 1      | 3      | 4     |
| 11   | Espagne        | 0  | 1      | 2      | 3     |
| 12   | Hongrie        | 0  | 1      | 0      | 1     |
| 12   | Israël         | 0  | 1      | 0      | 1     |
| 12   | États-Unis     | 0  | 1      | 0      | 1     |
| 15   | Ouzbékistan    | 0  | 0      | 5      | 5     |
| 16   | Allemagne      | 0  | 0      | 4      | 4     |
| 17   | Canada         | 0  | 0      | 2      | 2     |
| 17   | Géorgie        | 0  | 0      | 2      | 2     |
| 17   | Mongolie       | 0  | 0      | 2      | 2     |
| 20   | Azerbaïdjan    | 0  | 0      | 1      | 1     |
| 20   | Chine          | 0  | 0      | 1      | 1     |
| 20   | Tchéquie       | 0  | 0      | 1      | 1     |
| 20   | Estonie        | 0  | 0      | 1      | 1     |
| 20   | Kazakhstan     | 0  | 0      | 1      | 1     |
| 20   | Pologne        | 0  | 0      | 1      | 1     |
| 20   | Taipei chinois | 0  | 0      | 1      | 1     |
| 20   | Algérie        | 0  | 0      | 1      | 1     |

## Source
- « La Kano, une vraie référence », article du quotidien français L'Équipe, 7 décembre 2007.